# Aya En-Nesyry
Aya En-Nesyry, née le 29 avril 2000, est une karatéka marocaine.

## Carrière
Elle remporte la médaille d'or en kata par équipe lors des Championnats d'Afrique de karaté 2019 à Gaborone, lors des Jeux africains de plage de 2019 à Sal et lors des Jeux africains de 2019 à Rabat.
Elle est médaillée de bronze en kata individuel et médaillée d'or en kata par équipe aux Jeux de la solidarité islamique de 2021 à Konya,.
Elle est médaillée d'or en kata individuel et médaillée d'argent en kata par équipe aux Championnats d'Afrique de karaté 2022 à Durban.
Elle remporte la médaille d'or en kata par équipes ainsi que la médaille d'argent en kata individuel aux Jeux africains de plage de 2023 à Hammamet,.
Elle est médaillée d'or en kata par équipes et médaillée d'argent en kata individuel aux Jeux panarabes de 2023 à Alger. 
Aux championnats d'Afrique 2023 à Casablanca, elle est médaillée d'or en kata individuel ainsi qu'en kata par équipes.
En mars 2024, elle est médaillée d'or en kata individuel et médaillée d'argent en kata par équipes aux Jeux africains à Accra.
Aux championnats d'Afrique 2025 à Abuja, elle est médaillée de bronze en kata individuel ainsi que médaillée d'or en kata par équipes.